# Hilara unguicauda
Hilara unguicauda är en tvåvingeart som beskrevs av Frey 1955. Hilara unguicauda ingår i släktet Hilara och familjen dansflugor. Inga underarter finns listade i Catalogue of Life.